# Barrio de l'Erm (Manlleu)
El Barrio de l'Erm es un barrio del municipio de Manlleu, en la comarca de Osona, provincia de Barcelona, en Cataluña.
Se halla en el cuadrante noreste del núcleo urbano entre la Avenida de Roma y el Paseo de San Juan.  Su núcleo principal lo constituyen los bloques de edificios llamados Pisos de Can Garcia y Pisos de Can Mateu. El "Projecte d'Intervenció Integral del Barri de l’Erm de Manlleu” incluye también a los llamados Pisos de Can Casas situados a la izquierda del Paseo de San Juan. 

## Historia
El barrio surgió a principios de la década de 1960 cuando se construyeron los bloques citados con el objeto de proporcionar vivienda a la gran masa de trabajadores inmigrantes, especialmente de Andalucía,  que habían llegado a la ciudad, aunque fueron ocupados también, si bien en menor proporción, por personas originarias del mismo municipio. El barrio tomó su nombre de la masía de l'Erm que existía junto a la carretera de Torelló.
A principios de la década de 1970 se edificó y consagró la iglesia de San Pablo o Sant Pau, que contaba con un campo de fútbol (actualmente transformado en parque municipal) en el que jugaba un equipo local que llevaba el nombre de la parroquia. Por la misma época empezó a funcionar el colegio nacional "Francisco Franco" (actualmente Escola Pública Puig-Agut).
A principios de los años 1980 se asfaltaron las calles del barrio y se construyó el mercado municipal en el solar entre el colegio público y la Avinguda de Roma. Desde 1993 las calles del barrio acogen  el mercado semanal de los sábados.
La crisis de los años 1980 repercutió notablemente en el barrio que sufrió problemas sociales que le dieron mala fama. En esa época el barrio llegó a ser conocido con el nombre despectivo de "El Vietnam".
A partir de finales de los años 1990 el barrio empezó a albergar a inmigrantes de origen marroquí que en la actualidad han llegado a ser mayoritarios. La plaza de San Antonio de Padua alberga hoy (2022) únicamente establecimientos regentados por personas de origen marroquí, rotulados en árabe y catalán, entre los cuales una mezquita.
A principios del siglo XXI se inauguró el Casal Frederica Montseny. El Proyecto Barri de l’Erm (Projecte d'Intervenció Integral del Barri de l’Erm de Manlleu), en el marco de la “Ley de Barrios” de la Generalidad de Cataluña, aprobada en 2004, prevé una profunda remodelación urbanística que incluye, entre otras actuaciones, la demolición de los Pisos de Can García. Entre el 2004 y 2015, se hicieron mejoras en el barrio de l'Erm, como el nuevo diseño del mercado municipal o la mejora de la zona central del barrio. Finalmente en el julio del 2021, se terminó después muchos años la demolición de los pisos Can García.
Actualmente más del 50% de la población del barrio de l'Erm son de origen extranjero, mientras que la población total del barrio tiene aproximadamente unas 3.500 personas. También el barrio se ha ganado la fama de ser una zona con una delincuencia alta.